# Lake Highway
Der Lake Highway ist eine Straße im Zentrum des australischen Bundesstaates Tasmanien, die von Melton Mowbray über Bothwell, vorbei am Great Lake, nach Deloraine führt. Seit 2001 lautet ihr offizieller Name Highland Lakes Road.

## Verlauf
Der Lake Highway zweigt in Melton Mowbray im Süden der Insel vom Midland Highway ab und führt 146 km nach Norden bis Deloraine. Bothwell ist die größte Stadt am Highway. Er ist die einzige wichtige Straße in Tasmanien, die nicht durchgehend asphaltiert ist. Dieser Highway gehört zu den am wenigsten befahrenen Fernstraßen in Tasmanien, außer in den Sommermonaten, wenn er von Touristen, die zum Great Lake wollen, benutzt wird. Der Streckenabschnitt am Great Lake entlang und in seiner Umgebung auf dem Zentralplateau liegt durchschnittlich auf 1000 m. In den Wintermonaten ist dieser Abschnitt manchmal zugeschneit und gesperrt.
Zwei wichtige Straßen zweigen vom Lake Highway ab: Nach Westen der Marlborough Highway (B11), der die Verbindung zum Lyell Highway darstellt, und nach Osten die Poatina Road (B51), die den Lake Highway nördlich von Steppes verlässt, und steil und in Serpentinen die Great Western Tiers hinunter nach Poatina, der ehemaligen Arbeitersiedlung für den Bau von Staudämmen und Kraftwerken, führt.

## Quelle
- Steve Parish: Australian Touring Atlas. Steve Parish Publishing, Archerfield QLD 2007. ISBN 978-1-74193-232-4. S. 55, 59, 61

- Karte mit allen Koordinaten:
- OSM |
- WikiMap